# Ophiodothella atromaculans
Ophiodothella atromaculans är en svampart som först beskrevs av Henn., och fick sitt nu gällande namn av Franz Xaver von Höhnel 1910. Ophiodothella atromaculans ingår i släktet Ophiodothella och familjen Phyllachoraceae.   Inga underarter finns listade i Catalogue of Life.